# Matterhorn Bobsleds
Pour les articles homonymes, voir Matterhorn.
Matterhorn Bobsleds est un duel de montagnes russes du parc Disneyland, situé en Californie, aux États-Unis. Il est hébergé dans une réplique du Cervin (Matterhorn en allemand).

## Le concept
Le Matterhorn Bobsleds est une reproduction au 1:100 du Cervin, une montagne suisse, avec un village typique des Alpes suisses à son pied. On embarque dans des trains à la découverte de la montagne enneigée. On y rencontre l'abominable homme des neiges ou son cousin le yéti.
L'attraction est constituée de deux montagnes russes en métal imbriquées. Elle est reconnue comme étant le premier parcours de montagnes russes du monde à structure métallique tubulaire.
Le système de support serait en partie l'œuvre de l'ingénieur Roger E. Broggie aidé pour les véhicules par Bob Gurr.

## L'Attraction
Ajoutée à Disneyland en 1959, elle fait partie des six nouvelles attractions majeures du "Nouveau" Tomorrowland. Cette attraction est la première attraction à sensation de Disney et fut pendant longtemps la seule attraction de Disney ayant pour thème la montagne et la neige. L'attraction Expedition Everest dans Disney's Animal Kingdom est un renouvellement du thème mais en « plus grand, plus loin et plus haut ».
La montagne semble plus haute qu'elle n'est en raison de l'utilisation dans la construction de la perspective forcée. Elle est construite en bois soutenu par une armature de métal mais est couverte d'une revêtement de plastique au-dessus de plaques de métal.
Le Matterhorn bénéficia de deux importantes rénovations. La première en 1978 avec un nouveau système de train en tandem, l'ajout des yétis audio-animatronic, surnommés Harold et par le fait qu'elle fut officiellement déclarée comme une attraction de Fantasyland et non plus de Tomorrowland. La seconde en 1994-1995, lors de la suppression du Skyway avec d'autres yétis audio-animatronic. Les véhicules de l'attraction ont été changés en 2012. En 2015, dans le cadres de 60 ans de Disneyland, l'attraction est une nouvelle fois rénovée avec de nouveaux yétis audio-animatronic beaucoup plus réalistes avec une scène où on en voit deux passer derrière une paroi de glace ainsi qu'une nouvelle scène dans laquelle se trouve les anciens véhicules de l'attraction ainsi que les nacelles du Skyway fracassés les unes sur les autres.
Depuis 1995 des malles en métal (type coffre d'expédition) étaient estampillées "Wells Expedition". C'était l'un des hommages les plus sincères à l'ancien président de la Walt Disney Company, Frank Wells. Frank Wells était un passionné d'escalade et mourut brutalement dans un accident d'hélicoptère en 1994, à son retour d'un séjour en montagne. Cet hommage est dû à Bob Baranick, un membre de l'équipe de décoration de Disneyland. On pouvait voir ces malles, dans la scène de la Caverne de Crystal juste à la fin de la montée principale sous la forme d'une dernière expédition pour cet alpiniste chevronné. Toutefois, ces malles ont été retirées lors de la rénovation de la montagne russe en 2015.
- Ouverture : 14 juin 1959[1]
- Conception : WED Enterprises, Arrow Dynamics
- Hauteur de la montagne : 49 mètres[1].
- Hauteur du circuit : 27 mètres
- Parcours : 2 nommés A et B
- Longueur : A : 679 mètres ; B : 533,5 mètres
- Échelle pour le Cervin : 1:100
- Durée : A : 2 min 7 s ; B : 2 min 26 s
- Vitesse maximale : 43 km/h
- Trains : 20
- Passagers par train : 8
- Taille minimale requise pour l'accès : 0,89 mètre
- Type d'attraction : Montagnes russes en métal à double voie.
- Situation : 33° 48′ 48″ N, 117° 55′ 04″ O

## Informations complémentaires
- L'attraction comprend un demi-terrain de basket, situé au-dessus de la structure des montagnes russes, près du sommet avec un parquet de bois accessible seulement aux « alpinistes » ou aux cast-members autorisés pour des raisons de sécurité.  Elle peut servir pour la Fée Clochette avant ou après son envol au-dessus du parc selon qu'elle part de la montagne ou du château.

Mais ce qui est le plus important est le pourquoi de ce terrain :
La législation de l'État de Californie imposait, à l'époque de la construction, que tout bâtiment d'une hauteur supérieure à 25 mètres, devait avoir un certain pourcentage de sa superficie destiné au sport. Pour ne pas se voir refuser la construction de l'attraction, Walt Disney fit donc ajouter cette demi-salle. La loi en question fut modifiée et abrogée quelques années plus tard.
Par ailleurs une salle de repos existe à la base de la montagne pour les employés.
- La voix qui prononce le message "Remain seated please. Permanecer sentados por favor." à la fin de l'attraction est celle de Jack Wagner. Ce dernier a réalisé de nombreux enregistrements pour Disney.
- Les trains actuels sont les anciennes fusées de Space Mountain du Magic Kingdom rénovées et redécorées.

## Galerie photo

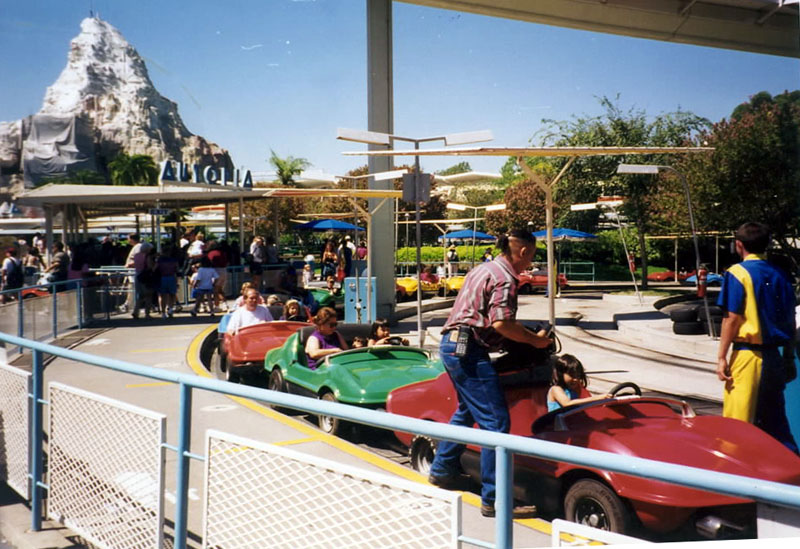
Autopia avec le Cervin à l'arrière plan en 1996
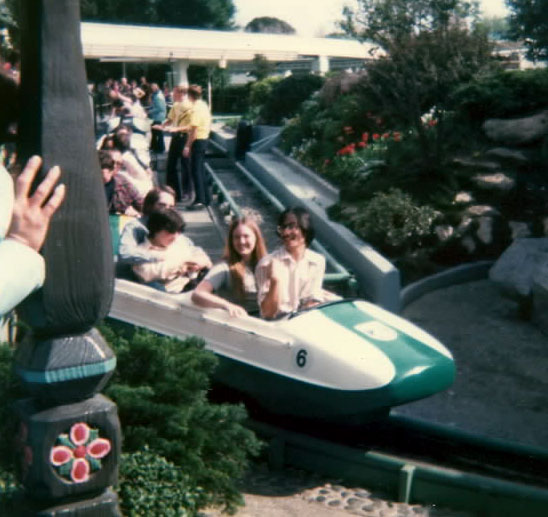
Train en 1977
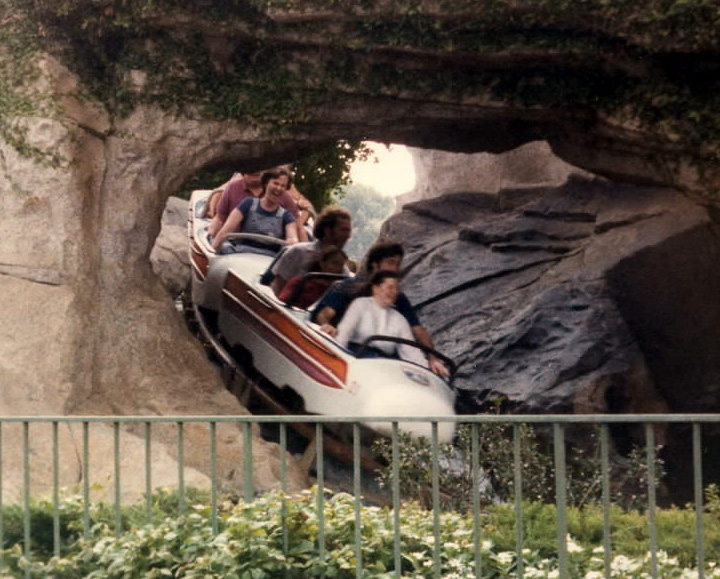
Train en 1983
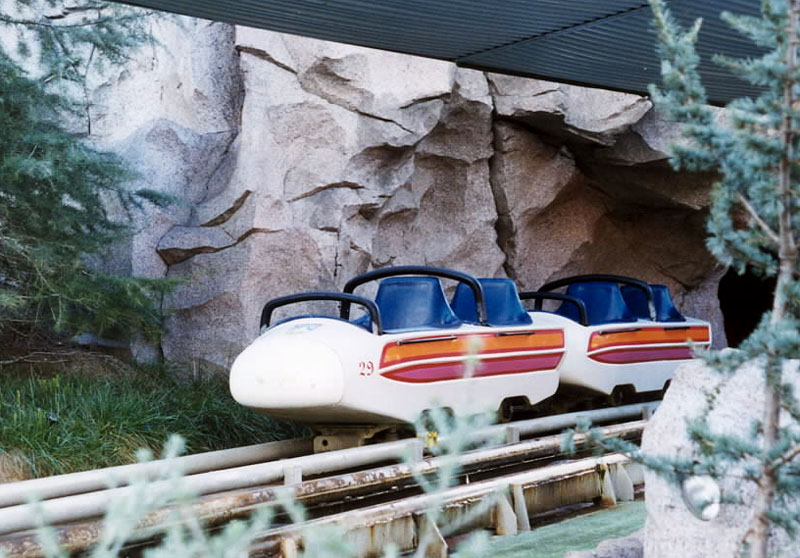
Train en 2000